# 지장보살본원경 (서울 유형문화재 제179호)
지장보살본원경(地藏菩薩本願經)은 서울특별시 종로구, 서울역사박물관에 있는 조선시대의 불경이다. 2003년 12월 30일 서울특별시의 유형문화재 제179호로 지정되었다.

## 개요
지장보살본원경(地藏菩薩本願經, 地藏經으로 약칭)은 중국 당(唐)의 실차난타(實叉難陀)가 번역한 지장신앙의 기본경전으로 지정본원경(地藏本願經)․지장본행경(地藏本行經)․지장본서력경(地藏本誓力經)이라고도 한다. 이 책은 지장보살(地藏菩薩)이 본생(本生)에서 세웠던 서원(誓願)과 그 이익을 밝히고 이 경전 자체의 불가사의한 이익을 강조하여 이 경(經)의 일구 일게(一句 一偈)만 독송(讀誦)하거나 들어도 무량의 죄업(罪業)을 씻을 수 있다고 주장하고 있다.
본 서울역사박물관 소장본 지장보살본원경(地藏菩薩本願經)은 상․중․하 3권을 1책으로 묶은 판본인데 각 권마다 장차(張次)가 표시되어 있다. 상권(上卷)은 地上 二丈～十三丈, 중권(中卷)은 地中 二丈～十三丈, 하권(下卷)은 地下 二丈～十一丈까지 표기되어 있다.
하권(下卷) 뒤쪽에는 ｢무의자찬(無衣子贊)｣이 있고 말미에는 “경태4년(1453년) 계유팔월 화암사 개판(景泰四年癸酉八月 花岩寺 開板)”이란 간기(刊記)와 “부사정 구현 양주․․․(副司正 具顯 兩主…)” 등의 시주자, “각수 대선사 의명, 서 공암, 비구 해운, 화주 비구 혜준(刻手 大禪師 義明,書 空菴,比丘 海云,化主 比丘 惠俊)”등의 명단이 새겨져 있다. 시주자 명단 끝에는 “主李(手決)”이란 소장자의 필적이 있다. 이상의 기록을 통해 이 『지장보살본원경(地藏菩薩本願經)』은 경태(景泰)4년, 즉 1453년(端宗 1년) 화암사(花岩寺)에서 개판(開板)했는데 글씨는 공암(空菴)이 쓰고 목판에 새기기는 의명(義明)이 맡았으며 화주(化主)는 혜준(惠俊)이었다는 사실을 알 수 있다.
이 책은 전권(全卷)에 구결토(口訣吐)가 묵서(墨書)되어 있고 시주자의 이름 중에는 姜內隱同․斤金․梁者叱金․勿乙金․者音尙․月乙古之․加叱朴只 등 이두(吏讀)로 표기 된 토박이 이름이 여럿 포함되어 있다.
이 책은 낙장(落張)은 없으나 원전(元典)과 비교할 때 선장본(線裝本)으로 개장(改裝)하는 과정에서의 착오로 권중(卷中)의 내용에 착간(錯簡)이 있다. 즉 지금의 편차를 제1～8장 다음에 제18장, 제16장, 제17장의 순서로 옮겨 엮어야 원전과 일치한다.
이 『지장보살본원경 권1～권3』은 간행시기와 개간(開刊) 및 개간처(開刊處)가 분명한 조선 초기의 판각(板刻)으로 표지와 제첨(題簽)을 제외하고는 인쇄상태가 선명하며 구결토(口訣吐)와 우리말 이름이 다수 보인다는 점에서 조선 전기의 서지학(書誌學)연구 및 국어사(國語史) 연구에 중요한 자료로 평가된다.

## 참고 자료
- 지장보살본원경 - 국가유산청 국가유산포털